# Breedsville
Breedsville est un village du comté de Van Buren, dans l'État du Michigan, aux États-Unis. En 2020, il comptait une population de 202 habitants.